# Aragoney da Silva Santos
Aragoney da Silva Santos (sinh ngày 7 tháng 3 năm 1987) là một cầu thủ bóng đá người Brasil.

## Sự nghiệp câu lạc bộ
Aragoney da Silva Santos đã từng chơi cho Kawasaki Frontale.